# Coppa Davis 2025 - Qualificazioni primo turno
Il primo turno di qualificazione si è disputato tra il 30 gennaio e il 2 febbraio 2025.
Le 13 squadre vincitrici delle sfide casa-trasferta avanzano al secondo turno di qualificazione, mentre le 13 squadre sconfitte giocheranno il turno principale del Gruppo Mondiale I 2025.

## Squadre partecipanti
Tra parentesi la posizione occupata nella classifica a squadre di Coppa Davis il 25 novembre 2024.
Teste di serie
- Australia (#2)
- Canada (#3)
- Germania (#5)
- Stati Uniti (#6)
- Serbia (#7)
- Croazia (#8)
- Francia (#9)
- Spagna (#10)
- Rep. Ceca (#11)
- Regno Unito (#12)
- Finlandia (#13)
- Belgio (#14)
- Argentina (#15)

Non teste di serie
- Cile (#16)
- Brasile (#17)
- Slovacchia (#18)
- Corea del Sud (#19)
- Svezia (#20)
- Ungheria (#22)
- Svizzera (#23)
- Austria (#24)
- Danimarca (#25)
- Taipei cinese (#27)
- Israele (#28)
- Giappone (#29)
- Norvegia (#31)

| Squadra di casa | Punteggio | Squadra ospite   | Luogo             | Stadio                | Superficie      |
| --------------- | --------- | ---------------- | ----------------- | --------------------- | --------------- |
| Svezia          | 1–3       | Australia [1]    | Stoccolma         | Kungliga tennishallen | Cemento (i)     |
| Canada [2]      | 2–3       | Ungheria         | Montréal          | Stade IGA             | Cemento (i)     |
| Israele         | 1–3       | Germania [3]     | Vilnius, Lituania | SEB Arena             | Cemento (i)     |
| Taipei cinese   | 0–4       | Stati Uniti [4]  | Taipei            | Taipei Tennis Center  | Cemento (i)     |
| Danimarca       | 3–2       | Serbia [5]       | Copenaghen        | Royal Arena           | Cemento (i)     |
| Croazia [6]     | 3–1       | Slovacchia       | Osijek            | Gradski vrt Hall      | Cemento (i)     |
| Francia [7]     | 4–0       | Brasile          | Orléans           | Palais des Sports     | Cemento (i)     |
| Svizzera        | 1–3       | Spagna [8]       | Bienne            | Swiss Tennis Arena    | Cemento (i)     |
| Rep. Ceca [9]   | 4–0       | Corea del Sud    | Ostrava           | RT Torax Arena        | Cemento (i)     |
| Giappone        | 3–2       | Regno Unito [10] | Miki              | Bourbon Beans Dome    | Cemento (i)     |
| Austria         | 4–0       | Finlandia [11]   | Schwechat         | Multiversum Schwechat | Terra rossa (i) |
| Belgio [12]     | 3–1       | Cile             | Hasselt           | Sporthal Alverberg    | Cemento (i)     |
| Norvegia        | 2–3       | Argentina [13]   | Fjellhamar        | Fjellhamar Arena      | Cemento (i)     |

## Risultati

### Svezia vs. Australia
| Svezia 1 | Kungliga Tennishallen, Stoccolma, Svezia 31 gennaio - 1º febbraio 2025 Cemento (i) | Kungliga Tennishallen, Stoccolma, Svezia 31 gennaio - 1º febbraio 2025 Cemento (i) | Australia 3 |     |     |             |
| \| \| \| \| 1 \| 2 \| 3 \| \| \| - \| \| ---------------------------------------------------------- \| ---- \| --- \| --- \| ----------- \| \| 1 \| \| Mikael Ymer Alex de Minaur \| 5 7 \| 1 6 \| \| \| \| 2 \| \| Leo Borg Aleksandar Vukic \| 4 6 \| 4 6 \| \| \| \| 3 \| \| Filip Bergevi / André Göransson Matthew Ebden / John Peers \| 7 67 \| 3 6 \| 2 6 \| \| \| 4 \| \| Leo Borg John Peers \| 7 5 \| 6 4 \| \| \| \| 5 \| \| Mikael Ymer Aleksandar Vukic \| \| \| \| non giocato \| |                                                                                    |                                                                                    |             |     |     |             |
| |                                                                                    |                                                                                    | 1           | 2   | 3   |             |
| 1 | Svezia (bandiera) · Australia (bandiera)                                           | Mikael Ymer Alex de Minaur                                                         | 5 7         | 1 6 |     |             |
| 2 | Svezia (bandiera) · Australia (bandiera)                                           | Leo Borg Aleksandar Vukic                                                          | 4 6         | 4 6 |     |             |
| 3 | Svezia (bandiera) · Australia (bandiera)                                           | Filip Bergevi / André Göransson Matthew Ebden / John Peers                         | 7 67        | 3 6 | 2 6 |             |
| 4 | Svezia (bandiera) · Australia (bandiera)                                           | Leo Borg John Peers                                                                | 7 5         | 6 4 |     |             |
| 5 | Svezia (bandiera) · Australia (bandiera)                                           | Mikael Ymer Aleksandar Vukic                                                       |             |     |     | non giocato |

### Canada vs. Ungheria
| Canada 2 | Stade IGA, Montréal, Canada 1 - 2 febbraio 2025 Cemento (i) | Stade IGA, Montréal, Canada 1 - 2 febbraio 2025 Cemento (i) | Ungheria 3 |     |     |  |
| \| \| \| \| 1 \| 2 \| 3 \| \| \| - \| \| ------------------------------------------------------ \| ---- \| --- \| --- \| \| \| 1 \| \| Alexis Galarneau Fábián Marozsán \| 3 6 \| 6 3 \| 3 6 \| \| \| 2 \| \| Gabriel Diallo Márton Fucsovics \| 6 3 \| 2 6 \| 2 6 \| \| \| 3 \| \| Liam Draxl / Vasek Pospisil Peter Fajta / Máté Valkusz \| 7 62 \| 6 4 \| \| \| \| 4 \| \| Gabriel Diallo Fábián Marozsán \| 6 1 \| 6 3 \| \| \| \| 5 \| \| Alexis Galarneau Márton Fucsovics \| 68 7 \| 4 6 \| \| \| |                                                             |                                                             |            |     |     |  |
| |                                                             |                                                             | 1          | 2   | 3   |  |
| 1 | Canada (bandiera) · Ungheria (bandiera)                     | Alexis Galarneau Fábián Marozsán                            | 3 6        | 6 3 | 3 6 |  |
| 2 | Canada (bandiera) · Ungheria (bandiera)                     | Gabriel Diallo Márton Fucsovics                             | 6 3        | 2 6 | 2 6 |  |
| 3 | Canada (bandiera) · Ungheria (bandiera)                     | Liam Draxl / Vasek Pospisil Peter Fajta / Máté Valkusz      | 7 62       | 6 4 |     |  |
| 4 | Canada (bandiera) · Ungheria (bandiera)                     | Gabriel Diallo Fábián Marozsán                              | 6 1        | 6 3 |     |  |
| 5 | Canada (bandiera) · Ungheria (bandiera)                     | Alexis Galarneau Márton Fucsovics                           | 68 7       | 4 6 |     |  |

### Israele vs. Germania
| Israele 1 | SEB Arena, Vilnius, Lituania 31 gennaio - 1º febbraio 2025 Cemento (i) | SEB Arena, Vilnius, Lituania 31 gennaio - 1º febbraio 2025 Cemento (i) | Germania 3 |     |      |             |
| \| \| \| \| 1 \| 2 \| 3 \| \| \| - \| \| ------------------------------------------------------- \| ---- \| --- \| ---- \| ----------- \| \| 1 \| \| Yshai Oliel Maximilian Marterer \| 2 6 \| 7 5 \| 4 6 \| \| \| 2 \| \| Daniel Cukierman Yannick Hanfmann \| 4 6 \| 4 6 \| \| \| \| 3 \| \| Daniel Cukierman / Amit Vales Kevin Krawietz / Tim Pütz \| 0 6 \| 3 6 \| \| \| \| 4 \| \| Ofek Shimanov Daniel Masur \| 62 7 \| 6 3 \| 10 8 \| \| \| 5 \| \| Daniel Cukierman Maximilian Marterer \| \| \| \| non giocato \| |                                                                        |                                                                        |            |     |      |             |
| |                                                                        |                                                                        | 1          | 2   | 3    |             |
| 1 | Israele (bandiera) · Germania (bandiera)                               | Yshai Oliel Maximilian Marterer                                        | 2 6        | 7 5 | 4 6  |             |
| 2 | Israele (bandiera) · Germania (bandiera)                               | Daniel Cukierman Yannick Hanfmann                                      | 4 6        | 4 6 |      |             |
| 3 | Israele (bandiera) · Germania (bandiera)                               | Daniel Cukierman / Amit Vales Kevin Krawietz / Tim Pütz                | 0 6        | 3 6 |      |             |
| 4 | Israele (bandiera) · Germania (bandiera)                               | Ofek Shimanov Daniel Masur                                             | 62 7       | 6 3 | 10 8 |             |
| 5 | Israele (bandiera) · Germania (bandiera)                               | Daniel Cukierman Maximilian Marterer                                   |            |     |      | non giocato |

### Taipei Cinese vs. Stati Uniti
| Taipei cinese 0 | Taipei Tennis Center, Taipei, Taiwan 31 gennaio - 1º febbraio 2025 Cemento (i) | Taipei Tennis Center, Taipei, Taiwan 31 gennaio - 1º febbraio 2025 Cemento (i) | Stati Uniti 4 |      |   |             |
| \| \| \| \| 1 \| 2 \| 3 \| \| \| - \| \| -------------------------------------------------- \| ---- \| ---- \| - \| ----------- \| \| 1 \| \| Tseng Chun-hsin Marcos Giron \| 2 6 \| 2 6 \| \| \| \| 2 \| \| Wu Tung-lin Alex Michelsen \| 64 7 \| 3 6 \| \| \| \| 3 \| \| Ray Ho / Hsu Yu-hsiou Austin Krajicek / Rajeev Ram \| 4 6 \| 64 7 \| \| \| \| 4 \| \| Huang Tsung-hao Mackenzie McDonald \| 2 6 \| 3 6 \| \| \| \| 5 \| \| Wu Tung-lin Marcos Giron \| \| \| \| non giocato \| |                                                                                |                                                                                |               |      |   |             |
| |                                                                                |                                                                                | 1             | 2    | 3 |             |
| 1 | Taipei cinese (bandiera) · Stati Uniti (bandiera)                              | Tseng Chun-hsin Marcos Giron                                                   | 2 6           | 2 6  |   |             |
| 2 | Taipei cinese (bandiera) · Stati Uniti (bandiera)                              | Wu Tung-lin Alex Michelsen                                                     | 64 7          | 3 6  |   |             |
| 3 | Taipei cinese (bandiera) · Stati Uniti (bandiera)                              | Ray Ho / Hsu Yu-hsiou Austin Krajicek / Rajeev Ram                             | 4 6           | 64 7 |   |             |
| 4 | Taipei cinese (bandiera) · Stati Uniti (bandiera)                              | Huang Tsung-hao Mackenzie McDonald                                             | 2 6           | 3 6  |   |             |
| 5 | Taipei cinese (bandiera) · Stati Uniti (bandiera)                              | Wu Tung-lin Marcos Giron                                                       |               |      |   | non giocato |

### Danimarca vs. Serbia
| Danimarca 3 | Royal Arena, Copenaghen, Danimarca 31 gennaio - 1º febbraio 2025 Cemento (i) | Royal Arena, Copenaghen, Danimarca 31 gennaio - 1º febbraio 2025 Cemento (i) | Serbia 2 |     |     |  |
| \| \| \| \| 1 \| 2 \| 3 \| \| \| - \| \| --------------------------------------------------------------------- \| --- \| --- \| --- \| \| \| 1 \| \| Elmer Møller Miomir Kecmanović \| 6 3 \| 2 6 \| 1 6 \| \| \| 2 \| \| Holger Rune Hamad Medjedovic \| 6 2 \| 3 6 \| 1 6 \| \| \| 3 \| \| Johannes Ingildsen / Holger Rune Miomir Kecmanović / Hamad Medjedovic \| 6 4 \| 6 4 \| \| \| \| 4 \| \| Holger Rune Miomir Kecmanović \| 6 2 \| 6 4 \| \| \| \| 5 \| \| Elmer Møller Hamad Medjedovic \| 1 6 \| 6 4 \| 6 3 \| \| |                                                                              |                                                                              |          |     |     |  |
| |                                                                              |                                                                              | 1        | 2   | 3   |  |
| 1 | Danimarca (bandiera) · Serbia (bandiera)                                     | Elmer Møller Miomir Kecmanović                                               | 6 3      | 2 6 | 1 6 |  |
| 2 | Danimarca (bandiera) · Serbia (bandiera)                                     | Holger Rune Hamad Medjedovic                                                 | 6 2      | 3 6 | 1 6 |  |
| 3 | Danimarca (bandiera) · Serbia (bandiera)                                     | Johannes Ingildsen / Holger Rune Miomir Kecmanović / Hamad Medjedovic        | 6 4      | 6 4 |     |  |
| 4 | Danimarca (bandiera) · Serbia (bandiera)                                     | Holger Rune Miomir Kecmanović                                                | 6 2      | 6 4 |     |  |
| 5 | Danimarca (bandiera) · Serbia (bandiera)                                     | Elmer Møller Hamad Medjedovic                                                | 1 6      | 6 4 | 6 3 |  |

### Croazia vs. Slovacchia
| Croazia 3 | Gradski vrt Hall, Osijek, Croazia 31 gennaio - 1º febbraio 2025 Cemento (i) | Gradski vrt Hall, Osijek, Croazia 31 gennaio - 1º febbraio 2025 Cemento (i) | Slovacchia 1 |     |   |             |
| \| \| \| \| 1 \| 2 \| 3 \| \| \| - \| \| ---------------------------------------------------- \| ---- \| --- \| - \| ----------- \| \| 1 \| \| Duje Ajduković Lukáš Klein \| 7 64 \| 6 3 \| \| \| \| 2 \| \| Dino Prižmić Jozef Kovalík \| 6 2 \| 6 2 \| \| \| \| 3 \| \| Nikola Mektić / Mate Pavić Miloš Karol / Lukáš Klein \| 7 64 \| 7 5 \| \| \| \| 4 \| \| Matej Dodig Norbert Gombos \| 4 6 \| 4 6 \| \| \| \| 5 \| \| Dino Prižmić Lukáš Klein \| \| \| \| non giocato \| |                                                                             |                                                                             |              |     |   |             |
| |                                                                             |                                                                             | 1            | 2   | 3 |             |
| 1 | Croazia (bandiera) · Slovacchia (bandiera)                                  | Duje Ajduković Lukáš Klein                                                  | 7 64         | 6 3 |   |             |
| 2 | Croazia (bandiera) · Slovacchia (bandiera)                                  | Dino Prižmić Jozef Kovalík                                                  | 6 2          | 6 2 |   |             |
| 3 | Croazia (bandiera) · Slovacchia (bandiera)                                  | Nikola Mektić / Mate Pavić Miloš Karol / Lukáš Klein                        | 7 64         | 7 5 |   |             |
| 4 | Croazia (bandiera) · Slovacchia (bandiera)                                  | Matej Dodig Norbert Gombos                                                  | 4 6          | 4 6 |   |             |
| 5 | Croazia (bandiera) · Slovacchia (bandiera)                                  | Dino Prižmić Lukáš Klein                                                    |              |     |   | non giocato |

### Francia vs. Brasile
| Francia 4 | Palais des Sports, Orléans, Francia 1 - 2 febbraio 2025 Cemento (i) | Palais des Sports, Orléans, Francia 1 - 2 febbraio 2025 Cemento (i) | Brasile 0 |     |     |             |
| \| \| \| \| 1 \| 2 \| 3 \| \| \| - \| \| ------------------------------------------------------------------ \| --- \| --- \| --- \| ----------- \| \| 1 \| \| Ugo Humbert João Fonseca \| 7 5 \| 6 3 \| \| \| \| 2 \| \| Arthur Fils Thiago Seyboth Wild \| 6 1 \| 6 4 \| \| \| \| 3 \| \| Benjamin Bonzi / Pierre-Hugues Herbert Rafael Matos / Marcelo Melo \| 4 6 \| 6 3 \| 6 4 \| \| \| 4 \| \| Giovanni Mpetshi Perricard Matheus Pucinelli de Almeida \| 6 4 \| 6 4 \| \| \| \| 5 \| \| Arthur Fils João Fonseca \| \| \| \| non giocato \| |                                                                     |                                                                     |           |     |     |             |
| |                                                                     |                                                                     | 1         | 2   | 3   |             |
| 1 | Francia (bandiera) · Brasile (bandiera)                             | Ugo Humbert João Fonseca                                            | 7 5       | 6 3 |     |             |
| 2 | Francia (bandiera) · Brasile (bandiera)                             | Arthur Fils Thiago Seyboth Wild                                     | 6 1       | 6 4 |     |             |
| 3 | Francia (bandiera) · Brasile (bandiera)                             | Benjamin Bonzi / Pierre-Hugues Herbert Rafael Matos / Marcelo Melo  | 4 6       | 6 3 | 6 4 |             |
| 4 | Francia (bandiera) · Brasile (bandiera)                             | Giovanni Mpetshi Perricard Matheus Pucinelli de Almeida             | 6 4       | 6 4 |     |             |
| 5 | Francia (bandiera) · Brasile (bandiera)                             | Arthur Fils João Fonseca                                            |           |     |     | non giocato |

### Svizzera vs. Spagna
| Svizzera 1 | Swiss Tennis Arena, Bienne, Svizzera 1 - 2 febbraio 2025 Cemento (i) | Swiss Tennis Arena, Bienne, Svizzera 1 - 2 febbraio 2025 Cemento (i) | Spagna 3 |      |       |             |
| \| \| \| \| 1 \| 2 \| 3 \| \| \| - \| \| ------------------------------------------------------------------ \| ---- \| ---- \| ----- \| ----------- \| \| 1 \| \| Dominic Stricker Pedro Martínez \| 4 6 \| 67 7 \| \| \| \| 2 \| \| Jérôme Kym Roberto Carballés Baena \| 4 6 \| 4 6 \| \| \| \| 3 \| \| Marc-Andrea Hüsler / Dominic Stricker Pedro Martínez / Jaume Munar \| 4 6 \| 5 7 \| \| \| \| 4 \| \| Remy Bertola Martin Landaluce \| 62 7 \| 6 3 \| 16 14 \| \| \| 5 \| \| Dominic Stricker Roberto Carballés Baena \| \| \| \| non giocato \| |                                                                      |                                                                      |          |      |       |             |
| |                                                                      |                                                                      | 1        | 2    | 3     |             |
| 1 | Svizzera (bandiera) · Spagna (bandiera)                              | Dominic Stricker Pedro Martínez                                      | 4 6      | 67 7 |       |             |
| 2 | Svizzera (bandiera) · Spagna (bandiera)                              | Jérôme Kym Roberto Carballés Baena                                   | 4 6      | 4 6  |       |             |
| 3 | Svizzera (bandiera) · Spagna (bandiera)                              | Marc-Andrea Hüsler / Dominic Stricker Pedro Martínez / Jaume Munar   | 4 6      | 5 7  |       |             |
| 4 | Svizzera (bandiera) · Spagna (bandiera)                              | Remy Bertola Martin Landaluce                                        | 62 7     | 6 3  | 16 14 |             |
| 5 | Svizzera (bandiera) · Spagna (bandiera)                              | Dominic Stricker Roberto Carballés Baena                             |          |      |       | non giocato |

### Giappone vs Regno Unito
| Giappone 3 | Bourbon Beans Dome, Miki, Giappone 31 gennaio - 1º febbraio 2025 Cemento (i) | Bourbon Beans Dome, Miki, Giappone 31 gennaio - 1º febbraio 2025 Cemento (i) | Regno Unito 2 |      |   |  |
| \| \| \| \| 1 \| 2 \| 3 \| \| \| - \| \| ------------------------------------------------------------ \| ---- \| ---- \| - \| \| \| 1 \| \| Yoshihito Nishioka Billy Harris \| 7 5 \| 6 1 \| \| \| \| 2 \| \| Kei Nishikori Jacob Fearnley \| 3 6 \| 3 6 \| \| \| \| 3 \| \| Yosuke Watanuki / Takeru Yuzuki Joe Salisbury / Neal Skupski \| 62 7 \| 64 7 \| \| \| \| 4 \| \| Yoshihito Nishioka Jacob Fearnley \| 6 3 \| 7 60 \| \| \| \| 5 \| \| Kei Nishikori Billy Harris \| 6 2 \| 6 3 \| \| \| |                                                                              |                                                                              |               |      |   |  |
| |                                                                              |                                                                              | 1             | 2    | 3 |  |
| 1 | Giappone (bandiera) · Regno Unito (bandiera)                                 | Yoshihito Nishioka Billy Harris                                              | 7 5           | 6 1  |   |  |
| 2 | Giappone (bandiera) · Regno Unito (bandiera)                                 | Kei Nishikori Jacob Fearnley                                                 | 3 6           | 3 6  |   |  |
| 3 | Giappone (bandiera) · Regno Unito (bandiera)                                 | Yosuke Watanuki / Takeru Yuzuki Joe Salisbury / Neal Skupski                 | 62 7          | 64 7 |   |  |
| 4 | Giappone (bandiera) · Regno Unito (bandiera)                                 | Yoshihito Nishioka Jacob Fearnley                                            | 6 3           | 7 60 |   |  |
| 5 | Giappone (bandiera) · Regno Unito (bandiera)                                 | Kei Nishikori Billy Harris                                                   | 6 2           | 6 3  |   |  |

### Austria vs Finlandia
| Austria 4 | Multiversum Schwechat, Schwechat, Austria 31 gennaio - 1º febbraio 2025 Cemento (i) | Multiversum Schwechat, Schwechat, Austria 31 gennaio - 1º febbraio 2025 Cemento (i) | Finlandia 0 |      |     |             |
| \| \| \| \| 1 \| 2 \| 3 \| \| \| - \| \| --------------------------------------------------------------------------- \| --- \| ---- \| --- \| ----------- \| \| 1 \| \| Lukas Neumayer Otto Virtanen \| 6 4 \| 64 7 \| 6 3 \| \| \| 2 \| \| Jurij Rodionov Eero Vasa \| 2 6 \| 6 3 \| 6 3 \| \| \| 3 \| \| Alexander Erler / Lucas Miedler Patrick Kaukovalta / Patrik Niklas-Salminen \| 4 6 \| 7 67 \| 7 6 \| \| \| 4 \| \| Filip Misolic Eero Vasa \| 6 4 \| 6 0 \| \| \| \| 5 \| \| Lukas Neumayer Eero Vasa \| \| \| \| non giocato \| |                                                                                     |                                                                                     |             |      |     |             |
| |                                                                                     |                                                                                     | 1           | 2    | 3   |             |
| 1 | Austria (bandiera) · Finlandia (bandiera)                                           | Lukas Neumayer Otto Virtanen                                                        | 6 4         | 64 7 | 6 3 |             |
| 2 | Austria (bandiera) · Finlandia (bandiera)                                           | Jurij Rodionov Eero Vasa                                                            | 2 6         | 6 3  | 6 3 |             |
| 3 | Austria (bandiera) · Finlandia (bandiera)                                           | Alexander Erler / Lucas Miedler Patrick Kaukovalta / Patrik Niklas-Salminen         | 4 6         | 7 67 | 7 6 |             |
| 4 | Austria (bandiera) · Finlandia (bandiera)                                           | Filip Misolic Eero Vasa                                                             | 6 4         | 6 0  |     |             |
| 5 | Austria (bandiera) · Finlandia (bandiera)                                           | Lukas Neumayer Eero Vasa                                                            |             |      |     | non giocato |

### Belgio vs. Cile
| Belgio 3 | Sporthal Alverberg, Hasselt, Belgio 1 - 2 febbraio 2025 Cemento (i) | Sporthal Alverberg, Hasselt, Belgio 1 - 2 febbraio 2025 Cemento (i) | Cile 1 |     |     |             |
| \| \| \| \| 1 \| 2 \| 3 \| \| \| - \| \| --------------------------------------------------------------- \| --- \| --- \| --- \| ----------- \| \| 1 \| \| Zizou Bergs Tomás Barrios Vera \| 6 4 \| 6 3 \| \| \| \| 2 \| \| Alexander Blockx Cristian Garín \| 6 7 \| 1 6 \| \| \| \| 3 \| \| Sander Gillé / Joran Vliegen Tomás Barrios Vera / Nicolás Jarry \| 6 3 \| 3 6 \| 6 3 \| \| \| 4 \| \| Zizou Bergs Cristian Garín \| 6 3 \| 4 6 \| 7 5 \| \| \| 5 \| \| Alexander Blockx Tomás Barrios Vera \| \| \| \| non giocato \| |                                                                     |                                                                     |        |     |     |             |
| |                                                                     |                                                                     | 1      | 2   | 3   |             |
| 1 | Belgio (bandiera) · Cile (bandiera)                                 | Zizou Bergs Tomás Barrios Vera                                      | 6 4    | 6 3 |     |             |
| 2 | Belgio (bandiera) · Cile (bandiera)                                 | Alexander Blockx Cristian Garín                                     | 6 7    | 1 6 |     |             |
| 3 | Belgio (bandiera) · Cile (bandiera)                                 | Sander Gillé / Joran Vliegen Tomás Barrios Vera / Nicolás Jarry     | 6 3    | 3 6 | 6 3 |             |
| 4 | Belgio (bandiera) · Cile (bandiera)                                 | Zizou Bergs Cristian Garín                                          | 6 3    | 4 6 | 7 5 |             |
| 5 | Belgio (bandiera) · Cile (bandiera)                                 | Alexander Blockx Tomás Barrios Vera                                 |        |     |     | non giocato |

### Norvegia vs. Argentina
| Norvegia 2 | Fjellhamar Arena, Fjellhamar, Norvegia 30 - 31 gennaio 2025 Cemento (i) | Fjellhamar Arena, Fjellhamar, Norvegia 30 - 31 gennaio 2025 Cemento (i) | Argentina 3 |     |      |  |
| \| \| \| \| 1 \| 2 \| 3 \| \| \| - \| \| ---------------------------------------------------------------- \| --- \| --- \| ---- \| \| \| 1 \| \| Nicolai Budkov Kjær Tomás Martín Etcheverry \| 5 7 \| 6 2 \| 65 7 \| \| \| 2 \| \| Casper Ruud Mariano Navone \| 6 3 \| 6 3 \| \| \| \| 3 \| \| Viktor Durasovic / Casper Ruud Andrés Molteni / Horacio Zeballos \| 2 6 \| 5 7 \| \| \| \| 4 \| \| Casper Ruud Tomás Martín Etcheverry \| 6 3 \| 6 3 \| \| \| \| 5 \| \| Nicolai Budkov Kjær Mariano Navone \| 6 4 \| 3 6 \| 4 6 \| \| |                                                                         |                                                                         |             |     |      |  |
| |                                                                         |                                                                         | 1           | 2   | 3    |  |
| 1 | Norvegia (bandiera) · Argentina (bandiera)                              | Nicolai Budkov Kjær Tomás Martín Etcheverry                             | 5 7         | 6 2 | 65 7 |  |
| 2 | Norvegia (bandiera) · Argentina (bandiera)                              | Casper Ruud Mariano Navone                                              | 6 3         | 6 3 |      |  |
| 3 | Norvegia (bandiera) · Argentina (bandiera)                              | Viktor Durasovic / Casper Ruud Andrés Molteni / Horacio Zeballos        | 2 6         | 5 7 |      |  |
| 4 | Norvegia (bandiera) · Argentina (bandiera)                              | Casper Ruud Tomás Martín Etcheverry                                     | 6 3         | 6 3 |      |  |
| 5 | Norvegia (bandiera) · Argentina (bandiera)                              | Nicolai Budkov Kjær Mariano Navone                                      | 6 4         | 3 6 | 4 6  |  |